# Ägyptische Fußballnationalmannschaft (U-23-Männer)
Die ägyptische U-23-Fußballnationalmannschaft ist eine Auswahlmannschaft ägyptischer Fußballspieler, die der Egyptian Football Association unterliegt. Sie repräsentiert den Verband bei internationalen Freundschaftsspielen wie auch von 1991 bis 2015 bei den Afrikaspielen und seit 2011 beim U-23-Afrika-Cup, welcher über die Teilnahme an den Olympischen Sommerspielen entscheidet.

## Geschichte

### Afrikaspiele
Zu den Spielen 1991 war die Mannschaft als Gastgeber schon fest gesetzt, jedoch konnte diese in ihrer Gruppe nur drei Punkte sammeln, was lediglich für den dritten Platz in dieser und damit nicht fürs Weiterkommen reichte. Am Ende gewann man aber noch das Spiel um den fünften Platz gegen Mali.
Zu den Afrikaspielen 1995 qualifizierte sich das Team über einen Walkover, den der zugeloste Gegner Kenia durch seinen Nichtantritt verursachte. Diesmal gewann die Mannschaft die Gruppe und traf somit im Halbfinale auf Nigeria, welche man mit 1:0 schlagen konnte. Anschließend wartet dann im Finale Simbabwe, welche deutlich mit 3:1 ebenfalls geschlagen werden konnten. Damit gewann diese Mannschaft erstmals solch ein Turnier.
Die Qualifikation für die Spiele 1999 verlief erneut anfangs einfach, da man mit einem Freilos direkt eine Runde weiterkam. Dort wartete dann Eritrea, gegen welche nach einem 0:0 sowohl im Hin- als auch im Rückspiel ein Elfmeterschießen am Ende nötig wurde. Hier unterlag Ägypten schlussendlich mit 1:4 und qualifizierte sich damit erstmals nach einigen Teilnahmen in Serie nicht wieder für die Spiele.
Um sich für die Spiele im Jahr 2003 zu qualifizieren, wurde ein Turnier in Ägypten abgehalten. Von diesem zogen sich aber alle beteiligten Nationen bis auf Kenia zurück, weil Ägypten sich weigerte den Mannschaften ihre Rückflüge bezahlen zu wollen, obwohl dem vorher eigentlich eingewilligt worden war. Damit nahmen an dieser Gruppe am Ende nur diese beiden Nationen teil und mit vier Punkten gegen Kenia qualifizierte sich die Mannschaft somit wieder einmal für die Afrikaspiele. Dieser konkurrenzlose Ausgang der Qualifikation schlug sich dann aber auch in der Leistung des Teams bei der Endrunde nieder, in welcher man keinen einzigen Punkt in der Gruppenphase holen konnte.
Zu den Spielen 2007 begann die Qualifikation wieder einmal mit einem Freilos sowie einem 2:4-Sieg über Äthiopien nach Hin- und Rückspiel in der Zweiten Runde. Damit ging es wieder in die Endrunde. Aber auch hier gelang dem Team wieder kein einziger Punkt innerhalb der Gruppenphase.
Durch die politische Situation im Gegnerland Libyen qualifizierte sich Ägypten per Walkover ohne Partie direkt für die Spiele 2011. Hier zog sich die Mannschaft aber ebenfalls vor Turnierbeginn schon zurück. Ähnliches passierte auch bei der nächsten Qualifikation, mit deutlichen Siegen über Kenia und Burundi gelang diese für die Spiele 2015, allerdings zog man sich vor Turnierbeginn wieder zurück. Seit den Spielen 2019 ist es die Aufgabe der U-20 sich für den Wettbewerb zu qualifizieren.

### U-23-Afrika-Cup
Für die Erstaustragung des Turniers im Jahr 2011 war einst auch Ägypten als Gastgeber auserwählt worden. Ein paar Monate vor Turnierbeginn entschieden sich aber die lokalen Behörden dagegen das Turnier auszurichten. Die Qualifikation begann für die Mannschaft mit einem Sieg über Botswana sowie einem über den Sudan in der nächsten Runde. In der Endrunde gewann man dann mit sechs Punkten seine Gruppe, scheiterte jedoch im Halbfinale an Marokko. Durch einen 2:0-Sieg im Spiel um den Dritten Platz gewann man dann aber noch gegen den Senegal, welcher dann für die Teilnahme an den Olympischen Spielen 2012 qualifizierte.
Bei der Qualifikation zur Erstaustragung des U-23-Afrika-Cup im Jahr 2015, stieg das Team zur dritten Runde ein und schlug hier nach Hin- und Rückspiel Uganda mit 6:1. Hier wurde man dann in der Endrunde jedoch mit zwei Punkten nur letzter seiner Gruppe.
Für das Turnier im Jahr 2019 war Ägypten als Ausrichter bereits dann schon als Teilnehmer gesetzt. Diesmal war man in der Gruppenphase auch wesentlich erfolgreicher und gewann alle seine Spiele. Anschließend siegt man mit 3:0 im Halbfinale auch über Südafrika und gewann im Finale mit 2:1 nach Verlängerung gegen die Elfenbeinküste auch das Turnier. Damit gelang dann auch die Qualifikation für die Olympischen Spiele 2020.
Bei der Qualifikation für das Turnier im Jahr 2023 siegt man in der ersten Runde nach Hin- und Rückspiel knapp mit 1:0 über Eswatini. In der zweiten Runde wird man im März 2023 auf Sambia treffen.

## Ergebnisse bei Turnieren
| Jahr | Platzierung        |
| ---- | ------------------ |
| 1991 | 5. Platz           |
| 1995 | 1. Platz           |
| 1999 | nicht qualifiziert |
| 2003 | Gruppenphase       |
| 2007 | Gruppenphase       |
| 2011 | zurückgezogen      |
| 2015 | zurückgezogen      |

| Jahr | Platzierung    |
| ---- | -------------- |
| 2011 | 3. Platz       |
| 2015 | Gruppenphase   |
| 2019 | 1. Platz       |
| 2023 | steht noch aus |